# Tobias Giering
Tobias Giering (* 10. November 1982) ist ein deutscher Crosslauf-Sommerbiathlet und Leichtathlet.

## Werdegang
Tobias Giering vom SSV Starzach gewann bei den Deutschen Meisterschaften im Sommerbiathlon 2008 in Bayerisch Eisenstein hinter Marcel Bräutigam die Silbermedaille im Massenstartwettbewerb mit dem Kleinkalibergewehr und hinter Ralf Klauke im Sprint mit dem Kleinkalibergewehr.

Zudem gewann er mit seinem jüngeren Bruder Markus Giering (* 1985) und Daniel Hummel im Luftgewehr-Staffelwettbewerb als Württemberg I die Bronzemedaille.
2008 wurde er mit seinem Bruder Markus und Christian Lenk als Vertreter der LG badenova Nordschwarzwald bei den Deutschen Meisterschaften im Crosslauf Dritter in der Mannschaftswertung auf der Mittelstrecke. In der Einzelwertung belegte er den 14. Platz.
Im folgenden Jahr kam eine Silbermedaille hinter Wolfgang Kinzner im Kleinkaliber-Sprint sowie mit der Staffel Württembergs Bronze. Wenige Wochen später startete Giering erstmals in Oberhof bei den Sommerbiathlon-Weltmeisterschaften 2009. Im Sprint wurde er 48. und lief im Verfolgungsrennen auf den 39. Rang. 2010 kam in Zinnwald ein dritter Platz mit der Württembergischen Kleinkaliber-Staffel sowie der Vizemeistertitel mit der Luftgewehr-Staffel hinzu. 
Bei den 2012 ausgetragenen Deutschen Sommerbiathlon Meisterschaften konnte Giering einen seiner größten sportlichen Erfolge feiern. Er trat in allen sechs ausgetragenen Disziplinen an und konnte fünf Medaillen gewinnen. In seiner sechsten Disziplin dem Luftgewehr Sprint erreichte er den vierten Platz. Er gehörte somit zu den erfolgreichsten Teilnehmern dieser Deutschen Meisterschaft. 
Bei den Sommerbiathlon-Europameisterschaften 2013 in Haanja gewann Giering mit der Mixed-Staffel zusammen mit Judith Wagner, Thordis Arnold und Michael Herr die Bronzemedaille.